# Victoire dans les airs (film)
Pour le livre sur lequel ce long-métrage est basé, voir Victoire dans les airs.
Vous lisez un « bon article » labellisé en 2009.  Il fait partie d'un « bon thème ».
Pour plus de détails, voir Fiche technique et Distribution.
Victoire dans les airs (Victory Through Air Power), est le 8e long-métrage d'animation des studios Disney sorti en 1943, basé sur le livre Victoire dans les airs écrit par le major Alexander P. de Seversky en 1942 destiné à sensibiliser les Américains à la Seconde Guerre mondiale. Il n'est pas considéré comme un « classique » en raison du nombre important de prises de vues réelles qu'il contient.
Les deux œuvres mettent en avant la technique militaire du bombardement stratégique comme un moyen d'abréger le conflit mondial. Le film, après un historique de l'aviation en animation, laisse au major Alexander P. de Seversky le soin d'expliquer ses théories sur l'importance pour les Alliés d'avoir une armée aérienne forte afin de vaincre les puissances constituant l'Axe durant la Seconde Guerre mondiale.

## Synopsis
Le fait débute par un rappel historique. Il évoque les controverses liées au général William Mitchell, pionnier de l'aviation militaire entre 1919 et 1936, année de sa mort. Il militait pour le développement d'une aviation ayant des bombardiers, mais sa hiérarchie croyait en la supériorité de la marine de guerre. En 1925, il fut même rétrogradé comme colonel.

### Les pionniers de l'aviation
Ensuite le film présente un historique de l'aviation en animation, en commençant en 1903 avec les frères Orville et Wilbur Wright qui effectuent le premier vol motorisé de l'histoire à Kitty Hawk en Caroline du Nord le 17 décembre 1903, sur l'appareil baptisé Flyer. Ce vol, comme le note le narrateur et Grant, dure 12 secondes et s'effectue sur 120 pieds (37 m). Une seconde étape est franchie en décembre 1904 avec le premier demi-tour durant un même vol. Ensuite le film rejoint la France avec le premier vol européen réalisé par Alberto Santos-Dumont en 1906. Ces vols marquent le début de l'aéronautique.
En 1908, aux États-Unis, l'armée se lance dans l'aviation avec un premier vol réalisé par le corps des signaux. Le 25 juillet 1909, Louis Blériot parvient à traverser la Manche.
En 1910, Eugene Ely effectue le premier décollage depuis un bateau et réussit deux mois plus tard à apponter sur un navire. En 1911, Glenn Curtiss réalise le premier vol en hydravion, avec un décollage depuis la surface de l'océan. La même année, Calbraith Perry Rodgers effectue le premier vol transcontinental au-dessus des États-Unis. Ce vol entre New York et Pasadena dure 49 jours et s'accompagne de nombreux incidents nécessitant 70 arrêts.
Au début de la Première Guerre mondiale, l'aviation sert essentiellement à l'observation, mais rapidement des armes sont embarquées dans les avions puis bénéficient de l'installation de systèmes de synchronisation avec les hélices des moteurs. L'aviation militaire apparaît véritablement. Les bombardiers, qui ne sont d'abord que des avions depuis lesquels de simples grenades sont lâchées, embarquent par la suite des chargements de bombes qui leur sont spécialement destinés. Le combat aérien se développe au-dessus des territoires européens. Deux personnages – un Français et un Allemand – se disputent, tandis que la technologie évolue à un rythme effréné.
En 1919, après la guerre, l'aviation devient une attraction touristique tandis que John William Alcock et Arthur Whitton Brown réalisent la première traversée de l'Atlantique avec escale, suivis par Charles Lindbergh qui réalise le même trajet sans escale. Les courses d'avions, d'altitude et de vitesse, à l'horizontal ou en piqué, se développent.
Durant l'entre-deux-guerres, les distances et le temps sont raccourcis grâce à l'aviation. Fin des années 1930, un impressionnant maillage de lignes aériennes permet de voyager partout dans le monde.
En 1939, la Seconde Guerre mondiale éclate et l'aviation militaire voit son importance s'affirmer, que ce soit par le nombre de munitions tirées à la minute ou par la quantité de bombes larguées au-dessus des villes. Un exemple frappant permet de réaliser les rapides progrès de l'aéronautique : la distance parcourue en avion par les frères Wright en 1903 pourrait être réalisée sur les ailes d'un bombardier B52.

### La Seconde Guerre mondiale
Le narrateur présente alors une rapide biographie du major Alexander P. de Seversky. Après une remarquable carrière de pilote de combat dans l'aviation russe, il émigre en 1918 aux États-Unis où il devient ingénieur en aéronautique militaire. Il devient aussi un consultant du général William Mitchell et est nommé major de l'armée américaine, fondant sa propre entreprise de construction d'avions et développant de nombreuses technologies utilisées dans les avions de guerre.
La caméra le montre dans un bureau validant des plans. Le major Alexander P. de Seversky explique ses théories sur l'importance pour les Alliés d'avoir une armée aérienne forte afin de vaincre les puissances constituant l'Axe durant la Seconde Guerre mondiale. Le point important est le développement des bombardements à longue distance. Il prophétise que le fait que le territoire américain soit la cible de bombardements similaires à ceux que subit l'Angleterre est une simple question de temps.
Pour Seversky, avant l'apparition de l'aviation, il existait deux méthodes pour gagner une guerre. La première est de détruire l'armée ennemie et le priver de ses ressources énergétiques ; la seconde de détruire sa force navale, d'établir un blocus et d'attendre que la population meure de faim. L'aviation a permis de détruire les lieux de productions énergétiques et/ou industrielles directement depuis les airs, ce qui permet de paralyser l'armée que l'on devait auparavant défaire. Seversky affirme que les militaires les plus conservateurs refusent de voir cette nouvelle méthode de guerre, que par exemple Mitchell avait évoquée aux États-Unis.
La suite rappelle les faits historiques des années précédentes. En 1939, l'Allemagne nazie a déjà annexé l'Autriche et la Hongrie. Le Royaume-Uni a développé la Royal Navy pour protéger l'Atlantique tandis que la France s'est concentrée sur son armée de terre avec une nouvelle version de la ligne Maginot, devenu une énorme forteresse souterraine.
L'Allemagne elle utilise une combinaison de ses armées, de l'aviation aidée de l'artillerie à longue distance, et a ainsi détruit les postes arrière de la Ligne Maginot, tandis que les nombreux chars attaquaient les premières lignes. Grâce à une attaque éclair coordonnée, la ligne Maginot a été rapidement brisée.
De son côté, l'Angleterre a voulu s'assurer d'un contrôle des mers. Ainsi, pour réduire l'apport de ressources depuis la Norvège, les Britanniques ont établi un blocus naval dans le détroit du Skagerrak. Mais ce fut sans compter sur l'aviation allemande qui bombarda les bateaux. Les avions anglais embarqués sur les premiers porte-avions ne pouvaient combattre contre ceux allemands basés à terre. La flotte britannique dut ainsi battre en retraite pour se mettre sous la protection des bases aériennes du pays. L'Allemagne profita de cette déroute pour reprendre la Norvège et établir de nombreuses bases aériennes le long des côtes norvégiennes. Au niveau du pas de Calais, la proximité des côtes anglaises a permis à 300 000 personnes d'évacuer la France depuis le port de Dunkerque sous la protection de l'aviation.
La Royal Air Force lutta contre de nombreuses attaques aériennes allemandes lancées depuis les côtes françaises normandes et bretonnes ou des pays de la Mer du Nord. L'idée qu'un pays se devait d'être maître du ciel au-dessus de son territoire en plus des côtes et de son sol pour être libre devint une conviction.
L'Angleterre dépendait pour ses ressources de plusieurs points vitaux protégés par la marine dont Gibraltar, Malte, Alexandrie et Haïfa. Une base aérienne fut ajoutée en Crète pour défendre l'est de la Méditerranée. L'Allemagne a de son côté envahi les Balkans et la Grèce, se rapprochant de plus en plus de la Crète. L'Angleterre pensait pourvoir défendre l'île avec des navires mais les avions allemands les coulèrent et des parachutistes occupèrent conquirent l'île, la Crète devenant le premier territoire conquis uniquement par une armée aérienne.
Le film se poursuit avec, le 7 décembre 1941, l'attaque de Pearl Harbor par l'aviation japonaise qui a réduit une importante partie de la flotte américaine.

### Les thèses de Seversky

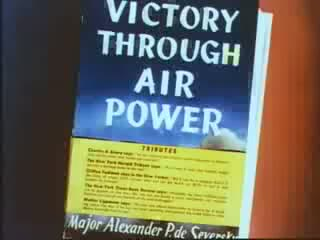
Couverture du livre apparaissant dans la bande annonce du film.

Le film revient dans un bureau où une carte du Pacifique est accrochée au mur. On y voit les conquêtes japonaises ; deux axes sont visibles :
- l'un passe par l'ouest : Corée, Chine, Viêt Nam, Thaïlande, Indonésie, Java et Bornéo, Célèbes et Timor ;
- l'autre un peu plus à l'est : Corée, Taïwan, Philippines, Nouvelle-Calédonie.

Seversky annonce qu'avec les ressources énergétiques, économiques et humaines américaines, le pays peut produire plus d'armes que l'ennemi et, avec plus d'armes que lui, il est possible de le vaincre sur n'importe lequel des terrains. Il suffit pour lui de répondre à deux conditions pour gagner la guerre : produire le plus de machines possible et ensuite les délivrer sur chaque front de la guerre. Il rappelle que 100 millions de tonnes d'équipements sont nécessaires chaque mois pour soutenir l'effort de guerre et, si on arrête le mouvement, les équipements restent à fournir. Il faut donc continuer à attaquer, et donc à produire pour gagner la guerre.
Le narrateur explique grâce à un planisphère les différents fronts existants :
- l'Europe avec le front russe de la Mer Blanche à la Mer Noire ;
- le Pacifique avec toutes les îles conquises par le Japon, des Kouriles au nord de la Nouvelle-Calédonie.

Les États-Unis sont situés entre les deux. Au sein du pays, la production de chars, d'avions et de munitions est en constante progression mais elle est contrariée par le goulot d'étranglement que constituent les navires servant à leur expédition vers le front (illustré par une bouteille).
En période de guerre, les distances à parcourir par les navires de fret sont allongées : un navire devant livrer sa cargaison au canal de Suez en partant des États-Unis puis revenir parcourt une distance équivalente au tour du monde, ce qui prend presque une année à l'époque. De même, pour aller de San Francisco à Melbourne, et en raison des raids aériens japonais, les navires doivent utiliser un itinéraire qui double la distance à parcourir. Pour livrer du matériel sur le front russe, les navires doivent longer les côtes norvégiennes et le débarquer à Mourmansk. Il doit ensuite prendre le train jusqu'au front. De leur côté, les Japonais ou les Allemands n'ont pas de détours à faire. Les forces de l'Axe ont donc un avantage géographique, sans compter les sous-marins allemands.
Le bilan de chaque navire coulé est une triple défaite : militaire avec le navire coulé et les armes embarquées, productive avec l'inutilité des équipements perdus en mer, et humaine avec les morts engendrées. Tant que les États-Unis se concentrent sur une guerre de surface, l'avantage reste aux forces de l'Axe. Le narrateur compare la stratégie nazie à une roue de charrue : le centre est un cœur industriel, les rayons sont les axes de transport, et les fronts sont le carénage de la roue. La technique américaine est alors d'attaquer sur tous les fronts la surface solide de la roue, engendrant de nombreuses pertes et des efforts inutiles. La stratégie risque d'avoir pour effet de réduire les distances pour les lignes de transport augmentant ainsi la rapidité de remplacement des équipements détruits. Au contraire, les chars américains doivent traverser les mers.
Une séquence théorise ainsi le bombardement du centre industriel allemand. Seversky demande que l'aviation militaire américaine ait la même opportunité de gagner en puissance que l'aviation britannique qui a réussi à obtenir ses lettres de noblesse grâce, entre autres, à la défense du ciel londonien.
À l'époque du film, les aviations des nations alliées sont en mesure de bombarder n'importe quel lieu du territoire sous domination nazie. C'est donc un moment privilégié pour prendre une décision importante, celle de l'implication des forces aériennes de type bombardier à longue distance dans le conflit, offrant une possibilité de changer le cours des choses. Si on attend, cette possibilité peut disparaître.
Avec des cartes, Seversky propose les possibilités suivantes :
- sur le front européen, quatre pays peuvent être des bases des bombardiers : le Maghreb occidental (Algérie-Maroc), l'Égypte, la Russie (futurs territoires polonais) et le Royaume-Uni. Les points industriels allemands seraient tous accessibles ;
- sur le front du Pacifique, l'étendue des territoires conquis par le Japon est trois fois plus importante, mettant le cœur industriel japonais à l'abri des attaques directes. Mais ce front est encore plus difficile que l'Europe :
  - un moyen d'attaquer le Japon pourrait se faire depuis le territoire chinois, mais nécessite un important ravitaillement. Ce dernier peut être fourni par les airs en survolant l'Himalaya depuis l'Inde ou en brisant les défenses japonaises en Thaïlande puis en Birmanie et au Viêt Nam mais la jungle y est dense,
  - un autre pourrait être depuis la Sibérie, mais le Japon contrôle déjà la Mandchourie, ce qui risque de mettre les forces alliées entre les mâchoires d'un étau,
  - un troisième nécessiterait une centaine de porte-avions mais cela permettrait de prouver une fois de plus la supériorité de l'aviation basée à terre sur l'aéronavale. La principale raison est la possibilité sur terre d'avoir des pistes d'envol bien plus grandes donc pour des aéronefs plus grands, plus armés et avec un plus grand rayon d'action. Il faudrait donc un millier de porte-avions et non une centaine.

Seversky indique que chaque île détenue ou laissée au Japon lui permet d'accroître ses ressources puis son cœur industriel et in fine son armée. L'image d'une pieuvre avec ses tentacules enroulés autour des îles du Pacifique clôt cette séquence terrifiante. Le Major propose pour les années à venir (jusqu'en 1948) de reprendre les îles une à une afin de pouvoir attaquer le sol japonais. Un élément important est l'augmentation de la distance parcourue par l'aviation. En doublant cette valeur, il serait possible d'attaquer directement depuis le territoire américain de l'Alaska, distant de 3 000 milles (4 828 km), réduisant la durée de la guerre et le nombre de victimes.
Seversky propose aussi le développement de forteresses volantes, des cuirassés du ciel qui pourrait détruire les avions de combat mais aussi bombarder les industries. Une des cibles serait les barrages hydroélectriques. Aidé par des développements scientifiques, des bombes perçant les blindages pourraient détruire les bases de sous-marins allemands ou des bombes géantes à la fois incendiaires et provoquant des séismes. Seversky prophétise que cette stratégie potentielle sera réalisée sous peu.
De plus, comme aucune nation n'a encore la maîtrise des airs, il est nécessaire que ce soit les États-Unis. Dans le cas contraire le sol américain pourrait être une cible facile. Il ne faut donc pas perdre de temps et unifier les forces terrestres, navales et aériennes pour gagner la guerre au plus vite.
Le film s'achève par l'envol d'une importante flotte aérienne depuis l'Alaska qui détruit les usines, les lignes de chemin de fer, les chars japonais, etc. Après de nombreux éclairs, un aigle surgit et attaque une pieuvre dont les tentacules maintenaient des couteaux plantés sur les îles et territoires du Pacifique, leurs départs brisant l'obscurité qui les entouraient. L'oiseau retourne orner le mât d'un drapeau américain.

## Fiche technique
- Titre : Victoire dans les airs
- Titre original : Victory through air power
- Réalisation : Perce Pearce et H. C. Potter (scène de Seversky)
  - Séquences d'animation : Clyde Geronimi, Jack Kinney, James Algar
- Scénario : Perce Pearce, T. Hee, Erdman Penner, William Cottrell, James Bodrero, George Stallings et Jose Rodriguez d'après le major Alexander P. de Seversky
- Direction artistique :
  - Séquences d'animation : Tom Codrick, Don DaGradi, Cliff Devirian, Bill Herwig, Karl Karpé, Charles Philippi, Elmer Plummer, Herbert Ryman
  - Séquences prise de vue réelle : Richard Irvine
  - Storyboard : Marc Davis
  - Couleur prise de vue réelle : Natalie Kalmus, Morgan Padelford (associé)
- Animation :
  - Supervision de l'animation : David Hand
  - Animation des personnages : Hugh Fraser
  - Animateurs : Edwin Aardal, Carleton Boyd, Hugh Fraser, Ollie Johnston, Bill Justice, Ward Kimball, John Lounsbery, John McManus, Joshua Meador, George Rowley, John Sibley, Norman Tate, Harvey Toombs, Bill Tytla, Marvin Woodward
  - Layout : Don Griffith
  - Décors : Dick Anthony, Robert Blanchard, Nino Carbe, Claude Coats, Al Dempster, Ray Huffine, Joe Stahley
- Musique : Oliver Wallace, Paul J. Smith et Edward H. Plumb
- Technicien du son : Lodge Cunningham, C. O. Slyfield
- Caméra : Ray Rennahan
- Montage : Jack Dennis
- Décor plateau : William Kiernan
- Producteur : Walt Disney
- Production : Walt Disney Pictures
- Distribution : United Artists
- Format : Couleur - 1,37:1 - Mono (RCA Sound System)
- Durée : 65 minutes
- Dates de sortie :
  - Sortie au cinéma : 17 juillet 1943 (États-Unis)[1]. Inédit en France
  - Sortie en vidéo : 18 mai 2004 (fait partie des cartoons et films présents sur le DVD Walt Disney on the Front Line de la série Walt Disney Treasures)

Sauf mention contraire, les informations proviennent de : John Grant et Leonard Maltin

## Distribution

### Distribution et voix originales
- Alexander P. de Seversky : lui-même
- Art Baker : narrateur
- Billy Mitchell : lui-même (images d'archives)

### Voix françaises
- René-Marc : narrateur

## Origine et production
Le film est basé sur le livre homonyme d'Alexander Procofieff de Seversky, un aviateur et inventeur russe émigré aux États-Unis.

### Un livre à succès

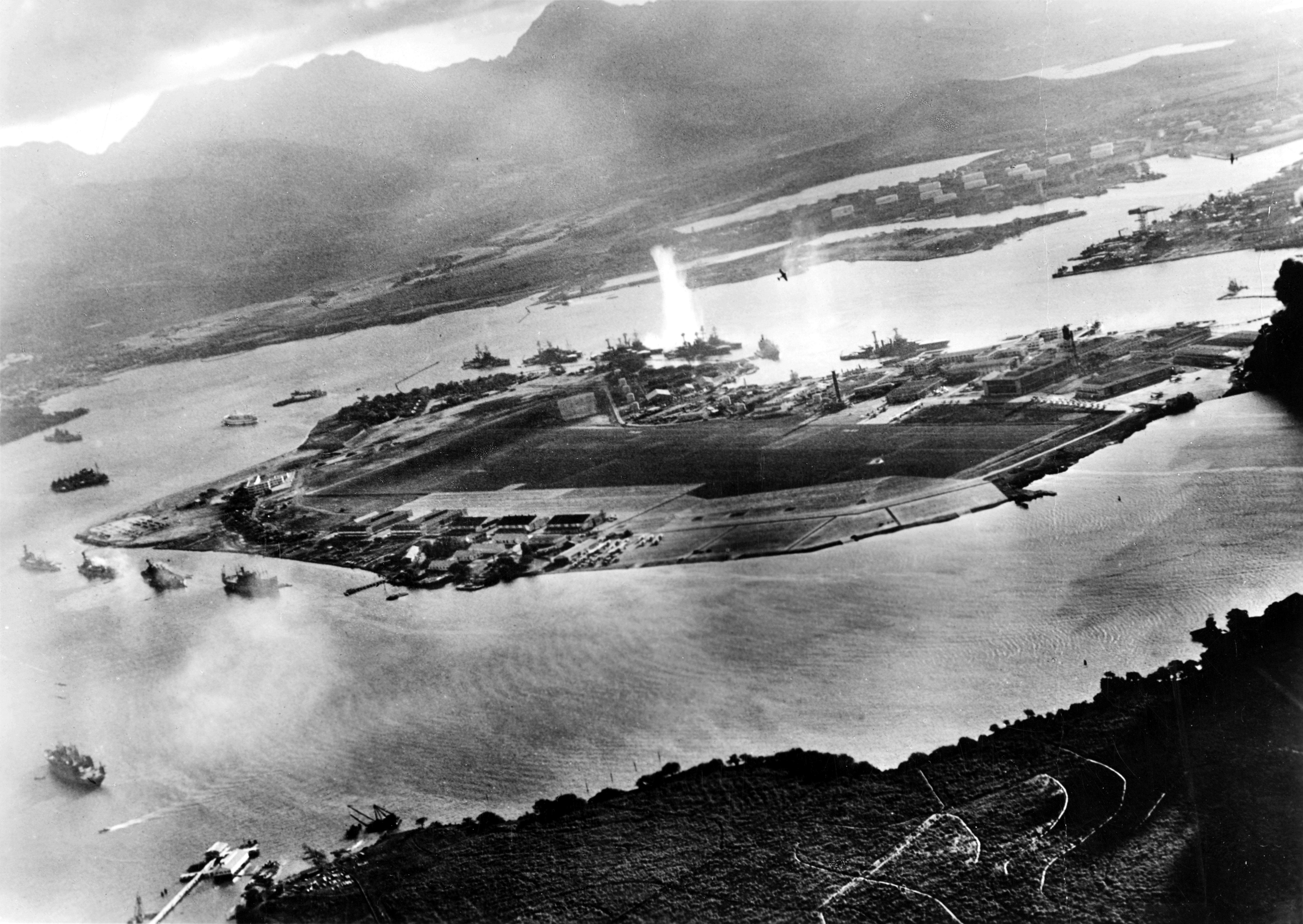
Vue aérienne de l'attaque de Pearl Harbor.

Six mois après l'attaque de Pearl Harbor (décembre 1941) et l'entrée dans la Seconde Guerre mondiale des États-Unis, le livre Victoire dans les airs écrit par Alexander Procofieff de Seversky est publié aux États-Unis en janvier 1942. Il devient rapidement très populaire mais reste controversé.
Seversky développe dans cet ouvrage une vision dans laquelle une force aérienne indépendante utilise des bombardiers intercontinentaux, au rayon d'action de plus de 3 000 milles (4 828 km), et d'autres aéronefs à buts stratégiques et non comme simple soutien aux forces terrestres. Toutefois cette vision, influencée par celle du général Billy Mitchell dont il était un collaborateur, implique une dispersion des ressources présentes dans les opérations militaires d'alors.
Seversky affirme dans cet ouvrage que :
1. « la croissance rapide de la portée et de la force de l'aviation militaire fait qu'il est certain que les États-Unis seront exposés à des attaques aériennes, dans un avenir proche, comme le sont les îles britanniques actuellement » ;
2. ceux qui refusent cette possibilité démontrent une façon de pensée proche de la « mentalité de la Ligne Maginot » ;
3. les États-Unis doivent se préparer immédiatement à « une guerre inter-hémisphère directement par delà les océans » ;
4. les États-Unis doivent devenir la nation aérienne dominante, « tel que l'Angleterre était auparavant la nation dominante des océans du monde ».

Le 3 mai 1942, Fletcher Pratt (en) écrit la critique suivante : « Personne n'a produit une analyse plus intelligente et compréhensible sur un élément de ce conflit mondial. Probablement personne n'a écrit quelque chose d'aussi réellement prophétique et personne n'est plus entêté ». Le Herald Tribune le note ainsi « Si lu et suivi, peut devenir un revirement dans la guerre ». L'historien Charles Austin Beard le considère comme « un livre plus important pour les Américains que tous les autres livres militaires rassemblés. »
Le 4 mai 1942, le livre est placé en première place de la liste des meilleures ventes du New York Times pour la mi-août et y reste quatre semaines. Le 10 mai, la rubrique Speaking of Books du New York Times cite cet ouvrage au côté de Mein Kampf et Defense Will Not Win the War (1942) du Lieutenant-colonel William Fergus Kernan pour illustrer le fait que « dans aucune autre guerre, les livres n'ont joué une part si importante. Les livres ne sont pas seulement des supports d'informations. Ils fournissent des armes pour une poursuite réussie de la guerre. »

### Le projet de film d'animation
Selon Michael Barrier, le film est issu d'un projet lancé en avril 1942 à la suite de la réalisation de la séquence Pedro de Saludos Amigos (1942) mais il semble que ce soit surtout la séquence d'histoire de l'aviation. Bob Thomas rappelle que Walt Disney était peu habitué à l'avion avant son voyage en Amérique du Sud (pour plus de détails sur le voyage, voir cette section). Lors de ce périple de 20 000 milles (32 187 km), il survola la jungle amazonienne, les Andes, visita le Brésil, l'Argentine et le Chili tout en discutant longuement avec l'équipage en vol et au sol pour apprendre le maximum sur ce moyen de transport. Sébastien Roffat évoque cette antériorité et rappelle que Walt n'a cherché à contacter Seversky que le 4 mai 1942.
Selon John Grant, l'idée du film serait venue à Walt Disney après la lecture du livre de Alexander de Seversky. Thomas confirme cette opinion en évoquant un télégramme envoyé par Walt Disney à l'agent new-yorkais de Seversky le 4 mai 1942 dans lequel Disney demande à entrer en contact le plus rapidement possible avec l'auteur,. Walt semble convaincu par l'hypothèse de Seversky et souhaite convaincre son public. Selon Maltin, il était fasciné par ces idées et souhaitait les illustrer pour les partager avec le public malgré l'avis des hautes instances militaires.
Mais cette production est risquée car le studio est déjà en difficulté financière à cause des mauvais résultats des longs métrages précédents et des productions commandées par le gouvernement permettant de faire vivre le studio. D'après une publication interne au studio[Laquelle ?], le travail sur le scénario de Peter Pan (1953) est arrêté pour laisser la place à celle de Victoire dans les airs (1943).

### Une production militaire parmi d'autres
La production d'un long métrage d'animation prend souvent plusieurs années. Or le livre de Seversky est sorti au début de l'année 1942 tandis que le film est sorti en juillet 1943. Ces dates confirment les propos de Grant selon lesquels le studio Disney était déjà engagé dans la production de films de propagande, lorsque celle de Victoire dans les airs a débuté.
Thomas indique qu'une fois que Disney a réussi à joindre Seversky pour lui demander l'autorisation de faire un film à propos de Victoire dans les airs, la production a été lancée quelques semaines après avec l'équipe qui venait de terminer Bambi. Si on se fie à Grant, la production du film débute en mai 1942, soit cinq mois après la sortie du livre d'Alexander de Seversky, publié en janvier.
La première production de Disney officiellement de propagande est The Thrifty Pig commissionnée par le Department of National Defense et l'Office national du film du Canada, sorti aux États-Unis et au Canada le 19 novembre 1941. Ce film réutilise des images des séquences de la Silly Symphonies des Trois Petits Cochons (1933).
En 1942, Disney a donc produit plusieurs films à vocation militaire ou de propagande dont certains pour aider à former les militaires, armée de terre, armée de l'air et marine et d'autres commissionnés par les gouvernements nord-américains comme les impôts avec The Spirit of '43 ou les bons de guerre canadiens de Seven Wise Dwarves (1941). Selon Maltin, 300 000 pieds (91 440 m) de pellicules auraient été produits durant la guerre pour le gouvernement. Barrier rapporte que d'après le bilan fiscal publié le 2 octobre 1943, 94 % des films produits cette année étaient prévus pour le gouvernement, armée et marine principalement bien que cela ne représentât que 50 % des coûts de production
Mais Victoire dans les airs n'est pas un film commissionné. Ce n'est pas non plus un film d'entraînement. C'est une production délibérée de Disney, le gouvernement américain considérant Seversky comme un illuminé, le surnommant Sasha, et croyant à la suprématie de la marine. Elle va de plus à l'encontre de la pensée dominante[Laquelle ?] de la haute hiérarchie militaire[Laquelle ?] américaine d'alors. Douglas Brode résume le projet ainsi : Disney est parti en croisade pour la création d'une aviation militaire indépendante au grand regret des conservateurs de l'armée. Walter Wanger dans la Saturday Review of Literature, texte repris par Eric Loren Smoodin dans Disney discourse déclare savoir que lorsque Walt a décidé d'adapter le livre de Seversky, il était motivé non pas par la promesse d'un résultat financier mais par un désir sincère de présenter au public une théorie en laquelle il croyait autant que son auteur.

### Le début de la production
Après la première conversation entre Disney et Seversky début mai 1942, la production démarre rapidement. En juillet 1942, les premiers story-boards sont terminés et le scénario de la partie en animation en voie d'être achevé comme l'indique la retranscription d'une réunion entre Walt et Seversky dans laquelle les deux hommes évoquent le démarrage dans les années 1900, la rapide évolution des bombardiers, les vols transatlantiques et l'aviation commerciale ou les premiers usages d'armes à bord d'avion, pistolet puis mitrailleuse.
Thomas évoque la biographie par John Gunther d'Albert Lasker, un important publicitaire, dans laquelle il est indiqué que Lasker a longtemps essayé d'obtenir un entretien pour Seversky auprès de Roosevelt à la Maison Blanche sans succès à cause de l'amiral William Leahy. L'amiral avait récemment été nommé chef d'état major particulier de Roosevelt et « prenait Seversky pour un excentrique. »
À cette période, Seversky est officiellement un consultant technique sur le film mais il devient rapidement plus que cela en réalisant par exemple des croquis d'ingénierie pour aider les animateurs,. Afin d'avoir une qualité professionnelle pour les séquences avec Seversky, Disney engage un célèbre réalisateur à l'époque, H. C. Potter, surnommé Hank,.

### Une animation différente
Le projet a pris 14 mois entre le premier appel de Walt à Seversky et la sortie du film en juillet 1943,. La présence de Seversky comme consultant serait, elle, de huit mois. Durant sa promotion et par la suite, les commerciaux de Disney ont réussi à éliminer le terme Propagande alors que selon Thomas, il ne fait aucun doute que le film est une œuvre de ce type.
Selon Maltin, le studio Disney n'utilise pas la même technique scénaristique que pour ses autres longs métrages « mièvres ». Ici, il applique celle apprise avec les films pédagogiques ou de formation militaire où la simplicité d'animation et un enthousiasme provoqué permettent une meilleure transmission et retenue des informations. De même au niveau technique d'animation, le film diffère des précédentes productions, il oscille entre une animation limitée et d'autres beaucoup plus inventives.
D'après une note de production[Laquelle ?] datée du 10 novembre 1942, bien que la production soit bien entamée Walt Disney indique que « [Seversky] doit dire toujours la même chose mais seulement de façon différente. Et il y a beaucoup de choses importantes qu'il omet pour que le public puisse comprendre sa théorie ».
Eric L. Smoodin indique que des millions d'esquisses ont été réalisés pour le film mais qu'en raison des nombreuses avancées techniques ou technologies de l'époque, « qui donnaient l'impression de vouloir garder à jour la première page d'un journal » ; finalement, seuls 125 000 furent utilisés. D'après Maltin, des séquences avec Donald Duck devaient être intégrées au film mais elles ont été retirées.

### Des séquences en prises de vue réelles
Pour Don Markenstein, auteur sur le site Toonopedia, l'apparition d'Alexander de Seversky dans le film est un écart inhabituel dans les longs métrages d'animation de l'époque.
Toutefois l'apparition de personnages en chair et en os n'est pas une première chez Disney, mais en dehors de la série Alice Comedies produite dans les années 1924-1927, seul Fantasia comporte ce type de scènes. De plus plusieurs compilations des années 1940 possèdent aussi des séquences avec des acteurs comme Saludos Amigos sorti quelques mois plus tôt et Les Trois Caballeros alors en production. Un employé récemment embauché est Richard Irvine chargé des décors pour ces séquences en prise de vue réelle, ainsi que pour Saludos Amigos.
Walt Disney avait aussi engagé le réalisateur Hank Potter pour tourner les scènes avec Seversky et ce pour deux principales raisons : il était aussi un pilote et connaissait Seversky. Potter a décidé de présenter Seversky sous un aspect mobile, et non assis derrière son bureau. Ainsi, les scènes sont souvent des travellings ou bien sont coupées pour changer d'angle. Pour l'entrée en scène de Seversky, Potter a souhaité, avec Walt, que l'image débute par un globe terrestre faisant écho aux animations (et aux cartes) puis que la voix de Seversky se fasse entendre avant de retourner la caméra vers lui.

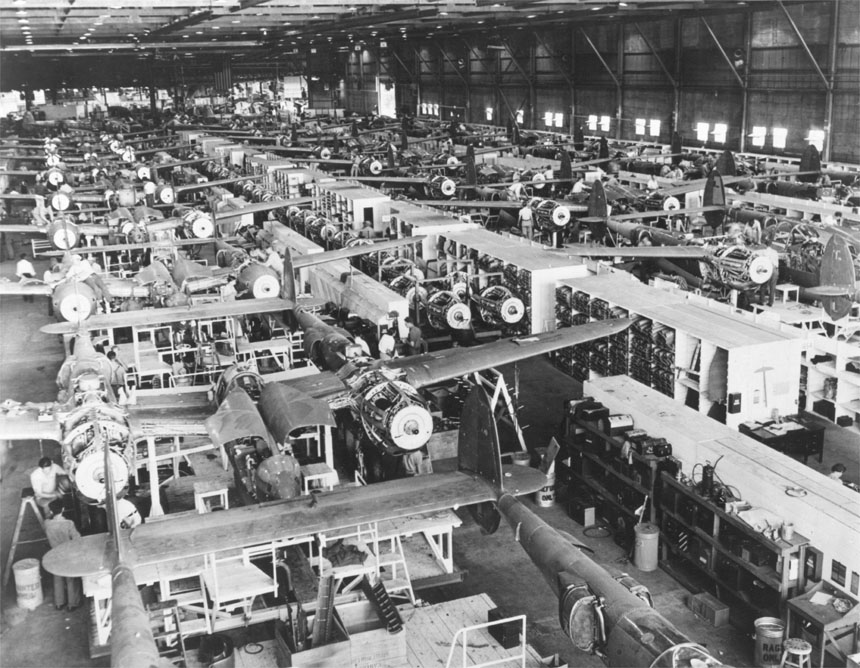
Ligne d'assemblage de l'usine de Lockheed à Burbank.

Maltin retranscrit les souvenirs suivants, obtenus lors d'une interview de Potter, : « Seversky n'avait aucune expérience d'acteur mais il était un personnage ... avec son accent de russe blanc qu'il devait masquer le plus possible pour être compris par le plus grand nombre. Nous lui demandions d'avoir de nombreux mouvements décontractés à travers tout le bureau mais il ne parvenait pas à se souvenir de tous. Nous devions tourner le plus possible la nuit dans les studios de Disney (à Burbank) car une partie du complexe avait été réquisitionnée par l'armée et qu'une usine de l'avionneur Lockheed Corporation était située juste à côté, les P-38 et les bombardiers Hudson survolaient le studio toute la journée. Les sessions d'enregistrement débutaient à 22 h et se poursuivaient jusqu'à l'aube. Un soir, Seversky s'arrêta et demanda comment il pouvait faire pour se souvenir du texte, des expressions, des sentiments, de la marche sans dodeliner (il avait une jambe en bois), suivre les marques au sol et penser à ce qu'il devait dire, le tout en même temps. Je [Potter] lui ai répondu qu'il était pilote et qu'il arrivait à naviguer, regarder en bas ..., écouter la radio, surveiller les autres avions et vérifier les instruments en même temps. Sa nouvelle devise devait être Diviser l'attention. Dès lors il n'eut plus besoin de marque. »

### Un film ancré dans l'histoire
Le 10 novembre 1942, le studio Disney change de distributeur, RKO Pictures étant alors remplacé par United Artists. C'est ce dernier qui assure la distribution de Victoire dans les airs. À la sortie du film, les États-Unis sont entrés en guerre depuis une année et demie et le conflit semble ne pas vouloir se terminer. Le film est commercialisé avec des accroches aguichantes comme Le long métrage à sensation de Walt Disney ou Le dernier, le plus grand triomphe de l'histoire du cinéma mais le film n'a pas la même envergure que Blanche-Neige et les Sept Nains (1937) ou Pinocchio (1940). Pour Roffat, ces éléments ont été utilisés pour éviter le terme de propagande malgré le fait que le film en soit.
Mais il n'obtient pas le succès commercial escompté et a généré un déficit de 436 000 USD et Walt Disney déclara que « c'était une aventure financière stupide mais comme il l'avait fait uniquement parce qu'il avait foi dans ce qu'il faisait. ». Michael Barrier annonce, lui, plus de 450 000 USD de perte et lie le changement de distributeur à la frilosité pour le projet de la part de RKO. Watts indique que le film attira un public maigre, ce qui fit dire à Carl Nater que « le film est mort au box office. »

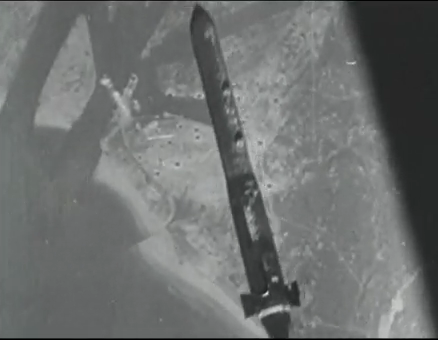
Photographie d'une bombe Disney

Le film est surtout important pour son contexte et les analyses de son impact sur la société d'alors (Voir ci-dessous). Pour l'anecdote, environ à la cinquantième minute du film, Seversky évoque les « Nations unies entourent l'Europe nazie avec un cercle de... » Il faut savoir qu'il évoque les Alliés de la Seconde Guerre mondiale et non la future Organisation des Nations unies, reprenant simplement une expression de Franklin Delano Roosevelt datée de décembre 1941. Le capitaine de la Royal Navy Edward Terrell a conçu une  bombe bunker buster nommée Bombe Disney ou Disney Swish (« Murmure Disney ») en hommage au film.

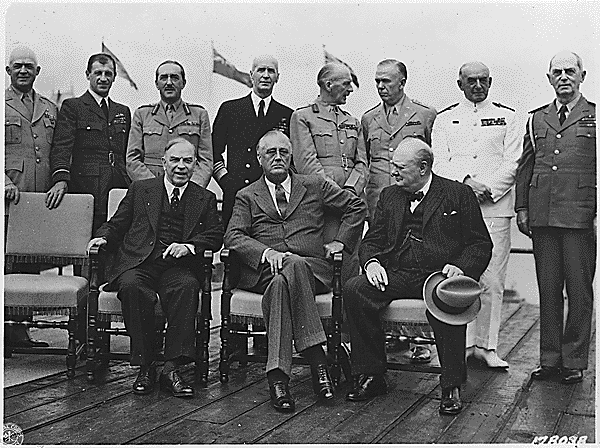
King, Roosevelt et Churchill, le 18 août 1943, à Québec.

L'impact du film peut être jugé par les faits suivants mentionnés par Thomas qui cite Gunther et par Grant qui cite Thomas, : « Roosevelt et Winston Churchill ont vu le film à plusieurs reprises. Churchill reçut une copie du film, le visionna au Royaume-Uni et en fut « impressionné. » Lors de la Conférence de Québec du 17 au 24 août 1943, Winston demande à Roosevelt s'il a vu le film. Répondant par la négative, une copie est alors acheminée par un avion de combat rapide depuis New York. C'est lors de cette conférence qu'est décidé le débarquement en Normandie prévu pour l'année suivante. Les deux hommes ont par la suite visionné ensemble le film à plusieurs reprises. »
Maltin reprend une histoire similaire racontée par Hank Potter lors d'une interview et à l'origine narrée par un Walt Disney convaincu de la réalité présumée des faits. Il précise que c'est sur ce public que l'impact a été le plus fort.
Après la fin de la Seconde Guerre mondiale, la seconde partie du film, dans laquelle Seversky expose ses théories, n'a plus été diffusée tandis que celle sur l'histoire de l'aviation, simplement nommée History of Aviation, a été rediffusée au cinéma en décembre 1952 puis sur support pour le milieu de l'éducation.

## Analyse
Le film comporte deux grandes parties.
La première Les Aviateurs pionniers (Pioneering Aviators) qui est totalement en animation, présente l'histoire de l'aviation grâce à l'animation et aussi la place de l'aviation militaire. Elle comporte de nombreux personnages historiques Orville et Wilbur Wright, Alberto Santos-Dumont, Eugene Ely, Glenn Curtiss, Calbraith Perry Rodgers, John William Alcock et Arthur Whitton Brown et Charles Lindbergh. Deux autres hommes apparaissent : les frères ennemis Pierre et Fritz, baptisés ainsi selon Grant, l'un Français et l'autre Allemand qui illustrent l'affrontement aérien entre la France et l'Allemagne nazi. Elle possède des éléments d'humour.
La seconde partie, plus sérieuse, rappelle le conflit en cours et expose les théories de Seversky et comporte quelques éléments d'animation récurrents dont des cartes, des engins militaires et à la fin du film, les allégories des États-Unis et du Japon, l'Aigle et la Pieuvre. Pour cette séquence et selon les recommandations de HC Potter, Seversky est très mobile et parle avec un ton le moins sévère possible. Elle comprend une rapide biographie de Seversky, un exposé des défenses européennes et les victoires allemandes amenant à la situation du conflit au moment du film, l'attaque de Pearl Harbor, une explication de l'importance de la production et des voies d'approvisionnement dans un conflit, la nécessité de changer de stratégie et de détruire le cœur industriel des ennemis au lieu de l'attaquer uniquement sur le front, la difficulté d'attaquer le Japon directement, une solution basée sur une attaque aérienne coordonnée, la version idéalisée par Seversky de l'attaque décisive et une séquence allégorique avec l'Aigle américain et la pieuvre japonaise.
John Grant et Bob Thomas sont deux des rares auteurs à développer une analyse du film, Leonard Maltin se base en partie sur leurs travaux dans son commentaires audio du DVD Walt Disney on the Front Lines, disque 2.

### L'accueil des critiques
Recensées par Maltin et Watts, les critiques qui accompagnent la sortie du film sont partagées. Parmi les plus enthousiastes, celle de Walter Wanger du Saturday Review of Literature qui, dans un élan patriotique, fait l'éloge d'un projet vigoureux réalisé par un studio immergé dans l'effort de guerre,. Le New York Mirror le proclame chef-d'œuvre d'une propagande idéalisée qui définit un nouveau standard dans l'impression et l'endoctrinement. Cet aspect est également relevé par Thomas M. Pryor du New York Times qui qualifie le film ainsi : « en termes purement cinématique le film est une réussite extraordinaire et une nouvelle étape dans la marche récemment accélérée du cinéma vers la maturité. M. Disney a adroitement mixé les techniques de la présentation du documentaire avec sa propre forme d'humour provenant d'une animation hautement technique », « si Victoire dans les airs est de la propagande alors au moins la plus inspirée et prometteuse propagande que le cinéma nous a fournie depuis longtemps. M. Disney et son équipe peuvent en être fière. »,,.
Cependant le film a suscité aussi des avis plus mitigés. Archer Winsten dans le New York Post considère le film comme bon mais se lamente que l'humour, l'humanité et l'imagination que chacun attend d'un film Disney sont totalement absents.
Howard Barnes du Tribune émet lui aussi des réserves, : « D'un point de vue technique, il est difficile de se confronter avec cette production... mais le contenu idéologique nécessite une pause ». Dans le même esprit, James Agee dans The Nation désapprouve l'approche trop vendeuse du film, ainsi que l'absence de morts civils comme si la guerre se résumait à un combat de machines et le journal The Daily Worker considère le principe de puissance aérienne comme un « conte des Mille et une nuits. » Quant au magazine Life, il juge le film coupable de décevoir un public fasciné en lui faisant croire que la guerre peut être gagnée avec des vaisseaux imaginaires qui ne sont pas encore une réalité.

### Une œuvre différente des autres productions Disney
Pour Thomas, le film est une entreprise unique chez Disney car c'est un film plaidoyer non sponsorisé par le gouvernement, produit seulement parce que Disney partageait les idées de Seversky. Maltin considère le film comme le plus « inhabituel » des studios Disney.
Pour Grant, ce film est « assez différent de toutes les autres productions du studio Disney » car « c'est à la fois un documentaire et un long métrage de propagande. » Le studio a produit quelques courts métrages de propagande mais pas d'autres longs métrages. Pour lui, après un impressionnant début en animation, le film comprend pendant une longue période surtout de l'adaptation textuelle avant de retrouver l'animation tout à la fin du film avec le combat de l'aigle et de la pieuvre. Ce combat serait la preuve que Disney et Seversky étaient convaincus que le véritable ennemi des États-Unis n'était pas l'Allemagne mais le Japon. Ce que Steven Watts résume ainsi : « le projet a abouti à un film fascinant, inhabituel et didactique », mais le public n'a pas adhéré et malgré le côté historique et l'humour il ne comprenait pas l'esprit des films Disney précédents, ce qui provoqua chez lui une réaction mêlant patriotisme, apathie et perplexité.
Pour Maltin, le film est avant tout un message et non un divertissement ainsi qu'un énième élément de preuve pour démontrer la qualité du travail des équipes de Disney dans l'adaptation par des moyens visuels. Pour lui, le film est construit comme une lecture illustrée, ce qui rend sa compréhension simple et claire. C'est un parfait exemple de propagande car il ne laisse la place à aucun argument et énonce ce qui est vrai comme dans la séquence de la roue source de la force d'Hitler. Le film comporte quelques éléments d'humour comme la naissance de l'aviation militaire durant la Première Guerre mondiale, illustrée par Pierre et Franz, l'un d'eux lançant une brique sur l'autre lors d'un vol.
Watts note que le film est à l'origine de quelques-uns des épisodes les plus « colorés » des studios Disney à l'épisode tel qu'un mystérieux crissement enregistré pendant le tournage qui se révèle être celui de la jambe en bois de Seversky. De plus le film est, tel que Walt l'aurait annoncé à ses employés, une entrée pour le studio dans un futur où la demande de film éducatif serait aussi importante que le divertissement.

### Un exposé controversé de théories
Le film évoque la théorie du bombardement stratégique qui est d'une importance non négligeable dans les conflits militaires. À l'époque cette théorie n'est pas partagée par la haute hiérarchie militaire américaine[Laquelle ?]. Leur arme absolue est alors le cuirassé. En raison de l'insistance de la Navy, Walt Disney a supprimé des scènes conçues par Seversky dans lesquelles des avions bombardent des cuirassés. Watts indique que les controverses liées au film sont aussi importantes que l'était le film pour Disney.
Watts évoque le commandant John S. Thatch, chef d'une escadrille de combat, engagé comme consultant technique et qui, agacé par la comparaison des porte-avions avec des timbres-poste [pour leur faible surface d'atterrissage], proposa à Seversky de l'affronter dans les airs, Thatch dans un avion de combat et Seversky dans un bombardier. Ainsi, la marine américaine essaya de décourager Disney, présageant des coupes dans leurs budgets alloués aux recherches.
Grant insiste sur le fait que malgré les nombreuses études postérieures qui invalident la thèse de Seversky (le bombardement stratégique n'est pas une technique militaire efficace en soi), le travail de Seversky et Disney ne doit pas être minimisé ou galvaudé. Grant, bien que n'étant pas expert militaire, considère que les défauts du bombardement stratégique ne pouvaient être détectés qu'après des expériences pratiques et trouve curieux que, comme le fait remarquer Richard Schickel, la théorie soit malgré tout considérée de nombreuses décennies plus tard comme s'étant « révélée vraie ». Selon Grant, « il ne fait aucun doute que Disney et son équipe ont agi en toute bonne foi pour l'intérêt de la démocratie contre le fascisme. »
Selon Grant, les scènes avec les frères ennemis Pierre et Fritz ont depuis une connotation différente de celle des deux hommes galants qui meurent en héros dans un combat aérien, des critiques comme James Agee à la sortie du film y voyant un « profond motif d'inquiétude. »

## Adaptations et produits dérivés
À peu près au même moment que la production de Victoire dans les airs, Walt Disney a voulu combiner sa passion pour la fantaisie et le monde militaire en cherchant à adapter la nouvelle envoyée par un jeune auteur, Les Gremlins de Roald Dahl. Une bande dessinée est publiée en 1943 mais le projet du film est arrêté définitivement, six ans plus tard.
Au début du court métrage Lapin et Lutin (Falling Hare, 1943) de Bugs Bunny, Bugs lit un livre intitulé Victory Thru Hare Power (« Victoire par la force des lièvres ») et dans lequel il serait question des gremlins. Le titre est un jeu de mots entre air et hare (le lièvre).
Un court métrage éducatif History of Aviation (décembre 1952) a été édité en extrayant la séquence humoristique du film sur l'histoire de l'aviation depuis les frères Wright jusqu'à la Seconde Guerre mondiale,.
Des extraits ont été diffusés à la télévision dans l'émission Walt Disney's Wonderful World of Color sur NBC le 13 octobre 1963 dans un exposé éducatif intitulé Fly with Von Drake présenté par Donald Dingue.